# دیکسن (اکلاهما)
دیکسن(به انگلیسی: Dickson) شهری در ایالت اکلاهما کشور ایالات متحده آمریکا است که جمعیت آن در سرشماری سال ۲۰۱۰ میلادی، ۱٬۲۰۷ نفر بوده‌است.